# Bedeva flindersi
Bedeva flindersi is een slakkensoort uit de familie van de Muricidae. De wetenschappelijke naam van de soort is voor het eerst geldig gepubliceerd in 1863 door A. Adams & Angas als Purpura flindersi.